# マルク＝ヴィヴィアン・フォエ
マルク＝ヴィヴィアン・フォエ（フランス語: Marc-Vivien Foé, 1975年5月1日 - 2003年6月26日）は、カメルーン出身の元サッカー選手。ポジションはミッドフィールダー。

## 経歴

### 選手として
フォエのプロとしてのキャリアは、カメルーンリーグのキャノン・ヤウンデから始まった。1994年のワールドカップ・アメリカ大会にカメルーン代表として出場し世界に存在をアピールしたフォエは、フランスリーグ・ディヴィジョン1のRCランスへ移籍し、1998年にはリーグ優勝を経験している。当時マンチェスター・ユナイテッドがフォエの獲得に興味を示していたが、フォエは脚の故障に見舞われてしまい移籍は実現せず、ワールドカップ・フランス大会にも出場できなかった。回復後の1999年にフォエはイングランド・プレミアリーグのウェストハム・ユナイテッドに移籍した。
2000年、フォエはオリンピック・リヨンに移籍し、フランスへ復帰した。フォエはこの年マラリアに感染するも回復し、フランスリーグカップを制した。翌シーズンには再びリーグ優勝を果たしている。その後、マンチェスター・シティにレンタル移籍し、再びイングランドでプレーする。2003年に移転する前のホームスタジアムであったメイン・ロード・スタジアムでの最後のゴールを決めるなど活躍した。

### 突然の死

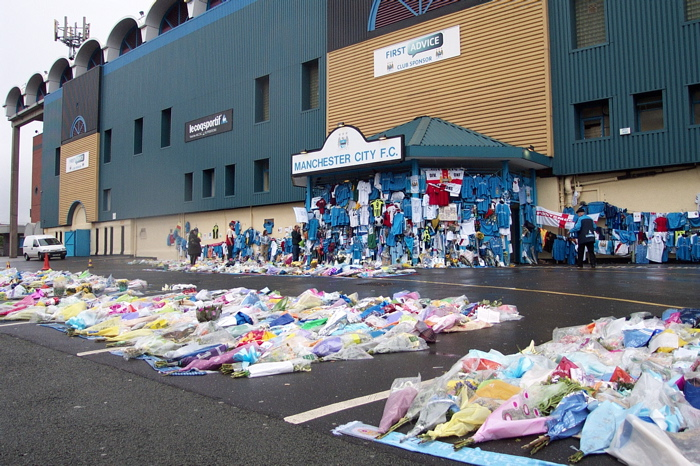
メイン・ロードの正門前に手向けられた贈り物

2003年6月26日、フォエがかつて在籍していたオリンピック・リヨンのホームスタジアムで、FIFAコンフェデレーションズカップ2003準決勝、カメルーン対コロンビア戦の試合が行われた。フォエはこの最後の試合の2、3日ほど前から腹痛や赤痢などを起こすなど体調を崩しており、試合に出られないほどのコンディションだったが、この試合の会場がかつてフォエが所属したことのあるホームタウンのリヨンであったことから、出場を強行した。当時カメルーン代表の監督だったヴィンフリート・シェーファーも、倒れる直前まで交代を呼びかけたが、フォエはその度に断ったという。ハーフタイム中にフォエはチームメイトに対して「この試合は、たとえ死んでも勝たなければならない」と檄を飛ばした。ところが、後半27分（試合開始から72分）、フォエは誰もいないセンターサークル内で、突然意識を失った。医療関係者は、フォエが倒れてからおよそ45分間、心肺蘇生を試みたが、迅速な措置も虚しく、スタジアム内のメディカルセンターにて28歳で死去した。その後、死因は肥大型心筋症だったことがわかった。
同日にパリで行われたもう一試合の準決勝、フランス対トルコ戦では、フランス代表のティエリ・アンリがゴールを決めた後に喜んで駆け寄るチームメートを制し、彼らと共にフォエの死を悼む意味を込めて空を指差した。
カメルーン代表は準決勝に1-0で勝利し、決勝戦のフランス戦では試合前のウォームアップ時にフォエの背番号である17をつけたユニフォームを着用、また対戦相手であるフランス代表と共にセンターサークル内で円を作り、黙祷した（当時のフランス代表監督ジャック・サンティニや、代表選手のグレゴリー・クーペ、シドニー・ゴヴ、スティーブ・マルレはフォエがオリンピック・リヨンに在籍していた際の監督・チームメートでもあった）。
フォエの最終所属クラブとなったマンチェスター・シティはフォエの死を悼んでフォエの背番号23を永久欠番とし、ホームスタジアムにはフォエのメモリアルが作られた。またRCランスは、ホームスタジアム近くの通りの名をフォエにちなんだものに改名した。
FIFAコンフェデレーションズカップもフォエの死によって超過密日程が問題視され、一時は大会の廃止までもが議論の焦点となったが、最終的には大会間隔や試合間隔を見直して継続されることとなった。

## 個人成績
| 国内大会個人成績 | 国内大会個人成績  | 国内大会個人成績 | 国内大会個人成績     | 国内大会個人成績 | 国内大会個人成績 | 国内大会個人成績 | 国内大会個人成績 | 国内大会個人成績 | 国内大会個人成績 | 国内大会個人成績 | 国内大会個人成績 |
| 年度             | クラブ            | 背番号           | リーグ               | リーグ戦         | リーグ戦         | リーグ杯         | リーグ杯         | オープン杯       | オープン杯       | 期間通算         | 期間通算         |
| 年度             | クラブ            | 背番号           | リーグ               | 出場             | 得点             | 出場             | 得点             | 出場             | 得点             | 出場             | 得点             |
| フランス         | フランス          | フランス         | フランス             | リーグ戦         | リーグ戦         | F・リーグ杯      | F・リーグ杯      | フランス杯       | フランス杯       | 期間通算         | 期間通算         |
| ---------------- | ----------------- | ---------------- | -------------------- | ---------------- | ---------------- | ---------------- | ---------------- | ---------------- | ---------------- | ---------------- | ---------------- |
| 1994-95          | ランス            |                  | ディヴィジョン・アン | 15               | 3                |                  |                  |                  |                  |                  |                  |
| 1995-96          | ランス            |                  | ディヴィジョン・アン | 19               | 2                |                  |                  |                  |                  |                  |                  |
| 1996-97          | ランス            |                  | ディヴィジョン・アン | 28               | 2                |                  |                  |                  |                  |                  |                  |
| 1997-98          | ランス            |                  | ディヴィジョン・アン | 18               | 2                |                  |                  |                  |                  |                  |                  |
| 1998-99          | ランス            |                  | ディヴィジョン・アン | 5                | 2                |                  |                  |                  |                  |                  |                  |
| イングランド     | イングランド      | イングランド     | イングランド         | リーグ戦         | リーグ戦         | FLカップ         | FLカップ         | FAカップ         | FAカップ         | 期間通算         | 期間通算         |
| 1998-99          | ウェストハム      |                  | プレミア             | 13               | 0                |                  |                  |                  |                  |                  |                  |
| 1999-00          | ウェストハム      |                  | プレミア             | 25               | 1                |                  |                  |                  |                  |                  |                  |
| フランス         | フランス          | フランス         | フランス             | リーグ戦         | リーグ戦         | F・リーグ杯      | F・リーグ杯      | フランス杯       | フランス杯       | 期間通算         | 期間通算         |
| 2000-01          | リヨン            |                  | ディヴィジョン・アン | 25               | 1                |                  |                  |                  |                  |                  |                  |
| 2001-02          | リヨン            |                  | ディヴィジョン・アン | 18               | 2                |                  |                  |                  |                  |                  |                  |
| イングランド     | イングランド      | イングランド     | イングランド         | リーグ戦         | リーグ戦         | FLカップ         | FLカップ         | FAカップ         | FAカップ         | 期間通算         | 期間通算         |
| 2002-03          | マンチェスター・C |                  | プレミア             | 35               | 9                |                  |                  |                  |                  |                  |                  |
| 通算             | フランス          | フランス         | ディヴィジョン・アン | 128              | 14               |                  |                  |                  |                  |                  |                  |
| 通算             | イングランド      | イングランド     | プレミア             | 73               | 10               |                  |                  |                  |                  |                  |                  |
| 総通算           | 総通算            | 総通算           | 総通算               | 201              | 24               |                  |                  |                  |                  |                  |                  |

## 代表歴

### 出場大会
- カメルーン代表
- メキシコ戦でデビュー
- ワールドカップ出場: 1994アメリカ大会, 2002日韓大会

### 試合数
- 国際Aマッチ 62試合 8得点（1993年-2003年）[4]

| カメルーン代表 | 国際Aマッチ | 国際Aマッチ |
| 年             | 出場        | 得点        |
| -------------- | ----------- | ----------- |
| 1993           | 2           | 0           |
| 1994           | 6           | 0           |
| 1995           | 2           | 1           |
| 1996           | 4           | 0           |
| 1997           | 6           | 0           |
| 1998           | 5           | 0           |
| 1999           | 2           | 0           |
| 2000           | 8           | 3           |
| 2001           | 9           | 2           |
| 2002           | 14          | 2           |
| 2003           | 4           | 0           |
| 通算           | 62          | 8           |